# 大江朝綱
大江 朝綱（おおえ の あさつな）は、平安時代前期から中期にかけての公卿・学者・書家。丹後守・大江玉淵の子。官位は正四位下・参議。
同じく参議に至った祖父音人が江相公と称されたことから、後江相公と称された。

## 経歴
延喜11年（911年）26歳で文章生に補せられた頃には既に漢詩人として評価が高く、延喜8年（908年）の渤海使来朝の際に作った漢詩（「夏夜於鴻臚館餞北客」）が『本朝文粋』に採録されている。また、朝綱の漢詩『賦置酒如淮』に感銘した讃岐守・平中興が自分の娘を娶らせたと記されたとの逸話がある（『江談抄』） 。延喜22年（922年）には方略試に及第している。
刑部丞・民部丞を経て、醍醐朝末の延長6年（928年）従兄弟の大江維時と同時に従五位下に叙爵したのち、大内記に任ぜられる。
朱雀朝に入り、承平3年（933年）左少弁に遷ると、承平4年（934年）従五位上、承平8年（938年）正五位下、天慶3年（940年）右中弁、天慶4年（941年）従四位下と弁官を務めながら、維時と肩を並べて昇進を重ねる。天慶4年（941年）3月に民部大輔に転じて一時的に弁官を離れるが、天慶7年（944年）右中弁に復任し、天慶8年（945年）左中弁と再び弁官を務めた。またこの間の承平4年（934年）には文章博士を兼ねる一方で、執政の藤原忠平に重用され、その上表文の多くを作成している。
天慶9年（946年）村上天皇が即位すると、その東宮時代に学士を務めていた維時は二階昇進して正四位下となり、天暦4年（950年）には参議として公卿に列す一方で、朝綱は従四位上への昇進に留り昇進面で差を付けられる。朝綱は天暦5年（951年）左大弁を経て、天暦7年（953年）維時に3年遅れて参議に任ぜられた。天暦8年（954年）撰国史所別当として『新国史』編纂の実務面での責任者となる。天暦10年（956年）正四位下に至る。
天徳元年（957年）12月28日薨去。享年72。最終官位は参議正四位下行美濃権守。

## 人物
漢詩に優れ、詩文は『扶桑集』『和漢朗詠集』『本朝文粋』『本朝文集』に採録されている。また、書家としての技量は小野道風と並ぶとされ、書風は中国風であった。
『江談抄』や『古今著聞集』には、908年（延喜８年）に来朝した渤海使の正使裴璆（はいきゅう）が朝綱の「前途程遠し 思いを雁山之夕べの雲に馳す」と書いた漢詩（『本朝文粋』巻九）の見事さに感嘆して、919年（延喜19年）に再来日した際「後江相公は大臣の位にまで登ったか」と尋ねたのに対し日本側が「いいえ」と答えると、裴璆は「日本は賢人を用いる国ではないのですね」と侮辱したとする逸話が掲載されている。

## 書跡
- 『紀家集』（きかしゅう）[3]

延喜19年（919年）紀長谷雄の詩文集を書写したものである。伊都内親王願文のような自由軽妙な躍動がある。巻末に朝綱の記名があるので真跡であることは疑いない。

## 官歴
『公卿補任』による。
- 延喜11年（911年） 日付不詳：文章生
- 延喜16年（916年） 3月28日：丹波掾（文章得業生）
- 延喜18年（918年） 正月12日：信濃権掾
- 延喜22年（922年） 日付不詳：対策
- 延喜23年（923年） 正月12日：刑部少丞
- 延長2年（924年） 2月1日：民部少丞
- 延長3年（925年） 正月30日：民部大丞
- 延長6年（928年） 正月7日：従五位下。正月29日：大内記
- 延長8年（930年） 正月29日：兼三河権介。12月17日：兼民部少輔
- 承平3年（933年） 10月24日：左少弁
- 承平4年（934年） 正月7日：従五位上。12月21日：兼文章博士
- 承平6年（936年） 5月22日：兼越前介。8月15日：兼伊予介
- 承平8年（938年） 正月7日：正五位下
- 天慶3年（940年） 12月6日：右中弁
- 天慶4年（941年） 正月：従四位下。3月28日：兼民部大輔、去弁、余官如元
- 天慶7年（944年） 4月25日：右中弁
- 天慶8年（945年） 10月14日：左中弁
- 天慶9年（946年） 4月21日：昇殿。11月19日：従四位上
- 天暦3年（949年） 正月24日：兼伊予権守
- 天暦5年（951年） 正月30日：左大弁。5月22日：兼勘解由長官
- 天暦7年（953年） 9月25日：参議
- 天暦8年（954年） 3月14日：兼備前守
- 天暦9年（955年） 閏9月17日：兼美濃権守
- 天暦10年（956年） 正月7日：正四位下
- 天徳元年（957年） 12月28日：卒去（参議正四位下行美濃権守）

## 系譜
- 父：大江玉淵
- 母：不詳
- 妻：平中興の娘
  - 男子：大江澄明
    - 孫：大江清通

  - 男子：大江澄江
  - 男子：大江澄景
  - 男子：清胤（943-995）
  - 女子：江侍従